# Oberhochstadt
Oberhochstadt ist der kleinere von zwei Ortsteilen der rheinland-pfälzischen Ortsgemeinde Hochstadt (Pfalz). Bis 1969 war er eine selbständige Gemeinde.

## Lage
Oberhochstadt liegt im westlichen Gemeindegebiet und ist mit dem Nachbarort Niederhochstadt baulich inzwischen zusammengewachsen, sodass eine räumliche Trennung mittlerweile nicht mehr möglich ist. Der Hainbach streift den nördlichen Siedlungsrand. Im Süden der Gemarkung erstreckt sich ein Ausläufer des Bellheimer Wald. Mit Bahnhof Hochstadt und der Fuchsmühle zusätzlich zwei Wohnplätze zu Oberhochstadt.

## Geschichte
Bis Ende des 18. Jahrhunderts gehörte Oberhochstadt zur Kurpfalz und war dem Oberamt Germersheim sowie dem Unteramt Landeck unterstellt. Ab 1798, als die Pfalz Teil der Französischen Republik (bis 1804) und anschließend Teil des Napoleonischen Kaiserreichs war, war Oberhochstadt in den Kanton Landau im Departement des Niederrheins eingegliedert. 1814 hatte die Gemeinde insgesamt 450 Einwohner; im September des Jahres wechselte sie in den Kanton Germersheim, wenig später fiel sie jedoch zurück an denjenigen von Landau. 1815 gehörte der Ort zunächst zu Österreich. Ein Jahr später wechselte er in das Königreich Bayern. Von 1818 bis 1862 gehörte Ober-Hochstadt – so die damalige Schreibweise – dem Landkommissariat Landau an; aus diesem ging anschließend das Bezirksamt Landau hervor.
1928 hatte Oberhochstadt 579 Einwohner, die in 131 Wohngebäuden lebten. Die Protestanten gehörten damals zur Pfarrei von Niederhochstadt, während die Katholiken eine Pfarrei vor Ort besaßen. Ab 1939 war der Ort Bestandteil des Landkreises Landau. Nach dem Zweiten Weltkrieg wurde Oberhochstadt innerhalb der französischen Besatzungszone Teil des damals neu gebildeten Landes Rheinland-Pfalz. Im Zuge der ersten rheinland-pfälzischen Verwaltungsreform wurde Oberhochstadt am 7. Juni 1969 mit der Nachbargemeinde Niederhochstadt zur neuen Ortsgemeinde Hochstadt (Pfalz) zusammengelegt. Gleichzeitig wechselte der Ort, der zu diesem Zeitpunkt 744 Einwohner hatte, in den neu geschaffenen Landkreis Landau-Bad Bergzabern, der seit 1978 Landkreis Südliche Weinstraße heißt.

## Wappen
| Wappen von Oberhochstadt | Blasonierung: „Von Schwarz und Gold geteilt, oben ein wachsender rotbewehrter und -bezungter goldener Löwe, eine silberne Raute haltend, unten ein schwarzer Ring.“ |
| Wappen von Oberhochstadt | Wappenbegründung: Der Löwe weist auf die einstige Zugehörigkeit zur Kurpfalz hin.                                                                                   |

## Kultur
Vor Ort befinden sich insgesamt acht Objekte, die unter Denkmalschutz stehen.

## Verkehr und Infrastruktur
Oberhochstadt besaß ab 1872 am südlichen Rand seiner Gemarkung weit abseits des Siedlungsgebietes den Bahnhof Hochstadt (Pfalz) an der Bahnstrecke Germersheim–Landau, der als gemeinsame Bahnstation mit Niederhochstadt ausgelegt war. Im Laufe der Zeit entstand in seinem Einzugsgebiet ein Wohnplatz. Aufgrund seiner ortsfernen Lage wurde er bereits 1981 und damit drei Jahre vor der Einstellung des Personenverkehrs auf der Strecke für die Personenbeförderung aufgelassen. Als Güterbahnhof blieb er jedoch weiterhin erhalten. Das Empfangsgebäude weist drei Achsen auf und erhielt später im Zuge des Ausbaus der Strecke einen Anbau für ein Stellwerk. Es wird inzwischen als Wohnhaus genutzt. In unmittelbarer Nähe befindet sich seit 2006 die Draisinenstation Hochstadt. Am südlichen Siedlungsrand verläuft außerdem in West-Ost-Richtung die Bundesstraße 272.

## Söhne und Töchter des Ortes
- Wilhelm Keiler (1875–1930), Verwaltungsjurist und Bezirksamtmann